# Macranthera fuchsioides
Macranthera fuchsioides là loài thực vật có hoa thuộc họ Cỏ chổi. Loài này được (Nutt.) Benth. mô tả khoa học đầu tiên năm 1836.